# Breonia fragifera
Breonia fragifera là một loài thực vật có hoa trong họ Thiến thảo. Loài này được Capuron ex Razafim. mô tả khoa học đầu tiên năm 2002.